# Lazarus (TV-serie)
Lazarus är en amerikansk-japansk animerad action- och äventyrsserie från 2025. Serien, som består av 13 avsnitt, är skapad av Shin'ichirô Watanabe.
Serien hade svensk premiär den 6 april 2025 på Max.

## Handling
Serien utspelar sig år 2052 när en läkare lyckades utveckla "Hapuna", ett läkemedel som botar nästan alla sjukdomar. Problemet är att tre år efter att hela världen tagit läkemedlet, beslutar neurologen att avslöja att alla som använt Hapuna dör tre år efter att ha tagit det. En specialiserad task force måste hitta den galna vetenskapsmannen och ett botemedel innan beolkningen utrotas.

## Rollista (i urval)
- Mamoru Miyano – Axel
- Makoto Furukawa – Doug
- Maaya Uchida – Christine
- Yuma Uchida – Leland
- Manaka Iwami – Eleina
- Megumi Hayashibara – Herch
- Akio Ôtsuka – Abel